# Euclysia
Euclysia là một chi bướm đêm thuộc họ Geometridae.

## Các loài
- Euclysia columbipennis (Walker, 1860)
- Euclysia restricta Warren, 1894